# 5-alpha réductase
La 5-alpha réductase, ou stéroïde-5-alpha réductase, est une oxydoréductase qui catalyse la réaction :
stéroïde 3-oxo-5α-steroid + accepteur d'électrons  {\displaystyle \rightleftharpoons }  stéroïde 3-oxo-Δ4 + accepteur réduit.
Cette enzyme réduit la liaison Δ4,5 de la testostérone avec production d'androstanolone qui est également une hormone androgène, plus active encore que la testostérone. C'est un métabolite biologiquement actif, formé en premier lieu dans la prostate, les testicules, les follicules capillaires et la glande surrénale.
Elle possède deux isozymes : les stéroides 5-alpha réductase 1 et 2 (SRD5A1 and SRD5A2).
L'activité de l'enzyme au cours de la puberté amène à une production excessive de sébum (séborée), d'origine hormonale et qui confère un aspect luisant à la peau, conduisant à l'acné.
Il existe un déficit congénital de la 5-alpha réductase de type 2 qui donne de l’ambiguïté sexuelle de type « pseudohermaphrodisme » masculin. Les sujets atteints ont un caryotype 46 XY et ont un phénotype qui varie de l'hypospadias peno-scrotal à l’ambiguïté sexuelle sévère.

## Inhibiteurs
La finastéride et la dutastéride sont des inhibiteurs de  5-alpha réductase (isozyme de type 2 pour la finastéride et de type 1 et 2 pour la dutastéride). Ils sont employés dans les maladies de la prostate. Ils ont été proposés pour réduire le risque de cancer de la prostate : ils sont effectivement efficaces dans la réduction, essentiellement des formes de bas grade, mais augmentent le taux des cancers de haut grade.

## Déficiences congénitales

### 5α-réductase de type 1
Les souris mâles inactivées à la réductase de type 1 ont une masse osseuse et une force de préhension des muscles des membres antérieurs réduites, ce qui a été proposé comme étant dû au manque d'expression de la réductase de type 1 dans les os et les muscles. Dans 5 alpha réductase de type 2, l'isoenzyme de type 1 serait responsable de leur virilisation à la puberté.

### 5α-réductase de type 2
La deuxième isoenzyme de 5α réductase est déficiente dans la condition intersexuée classique (hypospadias périnéoscrotales pseudovaginales), ou « déficit en 5α-réductase ». Elle a été découverte pour la première fois dans les cultures indigènes de Papouasie-Nouvelle-Guinée, où les enfants naissent avec des organes génitaux féminins en l'absence de DHT endogène pendant la grossesse. Dans un deuxième temps, avec la poussée de testostérone à l'adolescence, les enfants se transforment en hommes à la puberté. En raison de ce changement à la puberté, la condition est aussi parfois appelée guevedoche. Il existe une variété de phénotypes externes des organes génitaux externes à la naissance avec divers degrés de virilisation.

### 5α-réductase de type 3
Lorsque l'on utilise un petit ARN interférent pour réduire l'expression de l'isozyme 5α-R3 dans les lignées cellulaires, on observe une diminution de la croissance cellulaire, de la viabilité et des rapports DHT/T. Il a également démontré une capacité de réduire les taux de testostérone, d'androstédione et de progestérone dans les lignées cellulaires de la prostate stimulées par un vecteur adénovirus.
La déficience congénitale de 5α-R3 au niveau du gène SRD53A a été liée à une condition rare et autosomique récessive dans laquelle les patients naissent avec une dysfonction intellectuelle sévère et des défauts cérébelleux et oculaires. La carence présumée est la réduction de la liaison terminale du polyprénol au dolichol, une étape importante dans la N-glycosylation des protéines, qui à son tour est importante pour le pliage correct des résidus d'asparagine sur la protéine naissante dans le réticulum endoplasmique. 